# 18. Infanterie-Division
18. Infanterie-Division var ett tyskt infanteriförband under andra världskriget.
Förbandet upprättades i oktober 1934 under täcknamnet Infanterieführer III. I oktober 1935 ersattes täcknamnet och divisionen fick sitt riktiga namn.
Vid invasionen av Polen i samband med andra världskrigets utbrott deltog divisionen, varefter den överfördes till västfronten för insatser vid Slaget om Frankrike.
Under slaget om Frankrike drabbades divisionen av förluster i form av 558 döda, 1 993 sårade och 39 saknade officerare och soldater.
I oktober 1940 omorganiserades divisionen till en motoriserad dito.

## Befälhavare
- Generalmajor Friedrich-Karl Cranz (26 aug 1939 - 1 nov 1940)

## Organisation
- 30. infanteriregementet
- 51. infanteriregementet
- 54. infanteriregementet
- 74. artilleriregementet
- 54. artilleriregementet, 1 bataljon
- 18. pansarvärnsbataljonen (mot)
- 18. spaningsbataljonen
- 18. fältreservbataljonen
- 18. signalbataljonen
- 18. pionjärbataljonen
- tyg- och trängförband